# Nothorites megacarpus
Nothorites megacarpus är en tvåhjärtbladig växtart som först beskrevs av A. S. George & B.Hyland, och fick sitt nu gällande namn av P.H.Weston & A.R.Mast. Nothorites megacarpus ingår i släktet Nothorites och familjen Proteaceae. Inga underarter finns listade i Catalogue of Life.